# Lögdeälven
Lögdeälven este o arie protejată (arie specială de conservare — SAC, sit de importanță comunitară — SCI) din Suedia întinsă pe o suprafață de 7.276,7 ha, integral pe uscat.

## Localizare
Centrul sitului Lögdeälven este situat la coordonatele 64°05′03″N 18°27′49″E / 64.0841°N 18.4636°E.

## Înființare
Situl Lögdeälven a fost declarat sit de importanță comunitară în decembrie 1998 pentru a proteja 5 specii de animale. Situl a fost protejat și ca arie specială de conservare în martie 2011.

## Biodiversitate
Situată în ecoregiunile boreală și marină baltică, aria protejată conține 3 habitate naturale: Lacuri și iazuri distrofice naturale, Cursuri de apă de la nivel de câmpie la nivel montan, cu vegetație Ranunculion fluitantis și Callitricho-Batrachion, Râuri naturale fino-scandinave.
La baza desemnării sitului se află mai multe specii protejate:
- mamifere (1): vidră de râu (Lutra lutra)
- nevertebrate (2): Dytiscus latissimus, Margaritifera margaritifera
- pești (2): zglăvoacă (Cottus gobio), somonul (Salmo salar)